# Bridget Riley
Bridget Louise Riley (West Norwood, Londres, 24 de abril de 1931) es una pintora inglesa, figura destacada dentro del movimiento artístico del Op Art. Creó complejas configuraciones de formas abstractas diseñadas para producir efectos ópticos llamativos.
Riley nació el 24 de abril de 1931 en Norwood; allí estudió entre los años 1949 a 1952 en la escuela normal superior de Norwood, donde se especializó en dibujo, y más tarde en la Royal Academy. A finales de la década de 1950 le influyó el puntillismo de Georges Seurat, ya que el pintor Maurice de Sausmarez, gran admirador de la obra de Riley, a la que más tarde dedicaría un trabajo monográfico (1970), la persuadió para estudiarlo. Sin embargo, Riley alcanzó una gran reputación a través de las obras abstractas que ejecutó en la década de 1960, celebrándose más tarde diferentes exposiciones retrospectivas de sus trabajos, como la que organizó en 1971 la Galería Hayward.

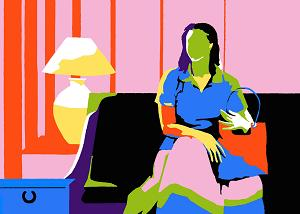
Bridget sentada

La importancia de Riley se debe, sobre todo, a su contribución al desarrollo del Op Art. Además de influir en el trabajo de artistas de otros países, tuvo diferentes ayudantes que completaron muchas de sus pinturas siguiendo sus diseños e instrucciones. Este hecho hace hincapié en que, al igual que la mayor parte del arte de finales del siglo XX, el elemento conceptual de su trabajo llega a ser más importante que la cualidad individual de su ejecución.
El compositor austriaco Georg Friedrich Haas le dedicó su Hommage à Bridget Riley. Escrito para conjunto de diecisiete músicos, la London Sinfonietta, dirigida por Brad Lubman, lo estrenó el 23 de noviembre de 2019 en Londres.